# Wieczwińscy herbu Prus III

Herb Prus III

Wieczwińscy vel Wieczffińscy vel Witwińscy – polski ród szlachecki pieczętujący się herbem Prus III
Rodzina Wieczwińskich herbu Prus III, proklamy Słubica, na początku XV wieku wzięła nazwisko od dóbr Wieczwnia, obecnie Wieczfnia Kościelna, w ziemi zawkrzeńskiej. Jej przodkowie, nobile pruscy w II połowie XIII wieku w zamian za służbę wojskową otrzymali nadania ziemskie od książąt mazowieckich na obszarze położonym na południe od dzisiejszej Warszawy w okolicach Grójca, gdzie dziedziczyli m.in. na Manach, Drozdach i Jeżewicach.
Na początku XVI wieku rodzina ta osiągnęła niemal magnacką fortunę i znaczącą pozycję na Mazowszu i w Prusach, głównie dzięki najwybitniejszym swemu przedstawicielowi, Janowi Wieczwińskiemu, kasztelanowi płockiemu i staroście briatiańskiemu. W kolejnych wiekach  rodzina ta, używając swe nazwisko w różnych formach (Wieczffiński, Witwiński), występowała, obok Mazowsza, również w Prusach, w ziemi bełskiej i na Wołyniu.
Od Wieczwińskich pochodzą następujące rodziny: Karniscy vel Karnińscy, którzy wzięli nazwisko od Karniszyna i Mrozowiccy, którzy wzięli nazwisko od Mrozowic w ziemi bełskiej.

## Przedstawiciele rodu
* Adam Witwiński – pisarz ziemski chełmski
* Aleksander Dominik Wieczffiński  – Powstaniec Styczniowy
* Anastazy Marcin Klemens Wieczffiński – Powstaniec Listopadowy
* Antoni Wieczffiński – miecznik owrucki, podsędek kijowski
* August de Serres-Wieczffiński – francuski inżynier, pierwszy i wieloletni dyrektor generalny austriackich kolei żelaznych
* Bolesław Witwiński (1895-1984) – specjalista w zakresie energetyki, Powstaniec Warszawski
* Bartosz Witwiński (ur. ok. 1530-po 1577) - podstoli wołyński, rotmistrz JKM
* Jan Witwiński –  podstarości żytomierski (1627), namiestnik kijowski (1646)
* Jan Wieczwiński – kasztelan płocki, starosta briatiański
* Jan Wojciech Wieczffiński  – Powstaniec Styczniowy
* Karol Edmund Wieczffiński – Powstaniec Listopadowy
* Kazimierz Wieczffiński (1884-1956) – chemik
* Krzysztof Witwiński – dworzanin i rotmistrz królewski, podstoli wołyński
* Magdalena (Maria Magdalena) Witwińska – historyk sztuki, pisarka, Powstaniec Warszawski
* Piotr Wieczffiński – miecznik owrucki, wojski żytomierski
* Romuald Witwiński (1890-1937) – matematyk
* Stanisław Witwiński – jezuita, rektor kolegiów jezuickich w Ostrogu i Sandomierzu
* Wacław Witwiński (1871-1960) – fizyk, Powstaniec Warszawski
* Wojciech Witwiński – wojski buski